# بریکینگ بد: عناصر جنایی
بریکینگ بَد: عناصر جِنایی (انگلیسی: Breaking Bad: Criminal Elements) یک بازی ویدئویی بر پایهٔ یک برنامه تلویزیونی با همین نام است. این بازی در ژوئن سال ۲۰۱۹ در پلتفرم‌های آی‌اواس و اندروید منتشر شد و سرانجام در ۶ سپتامبر ۲۰۲۰ بسته شد.